# Badija
La Isla Badija (en croata: Otok Badija) es la isla más grande en el archipiélago de Škoji, cerca de isla de Korcula, en el país europeo de Croacia. La isla se encuentra actualmente deshabitada. Los Franciscanos de Bosnia tomaron posesión de la isla en el siglo XV, la cual mantuvieron hasta el final de la Segunda Guerra Mundial, cuando la isla fue confiscada por las autoridades comunistas.
En 2003 la isla fue devuelta a los franciscanos.
Hoy es famosa por sus playas de agua cristalinas, y por los ciervos que se acercan a la orilla a saludar a los turistas para que le den de comer.